# Tam kde žijí divočiny

Ilustrace z knihy

Tam kde žijí divočiny je kniha pro děti, která vypráví o chlapci, který se dostal do země divokých příšerek a stal se jejich králem. Knihu napsal a ilustroval americký spisovatel a ilustrátor Maurice Sendak a poprvé byla vydána roku 1963. Kniha získala v roce 1964 Caldecottovu medaili, která každoročně oceňuje nejvýznamnější obrazovou americkou knihu pro děti, a v průběhu let byla oceněna několika dalšími cenami pro nejlepší dětskou knihu. V roce 2009 byl podle knihy natočen úspěšný film Max a maxipříšerky.

## Děj
Děj začíná tím, že si Max vleze do své vlčí kůže a zlobí. Náhle ho okřikne maminka a pošle ho spát bez večeře. Tu noc vyroste v Maxově posteli les a stěny se otevřou do světa. Kolem se valí oceán a Max nasedne na loďku a plaví se skoro rok až tam, kde žijí divočiny. Když tam dopluje, divočiny se snaží Maxe zastrašit. Max je ale dokáže okouzlit svým kouzelným trikem a ony se ho tak polekají, že ho prohlásí svým králem. Maxovi je náhle smutno a zatouží být tam, kde by ho měl někdo ze všech nejraději. Pak ucítí z druhé strany světa něco dobrého k jídlu a už nechce být králem tam, kde žijí divočiny. Divočiny nechtějí, aby je opouštěl, ale Max i přesto nastoupí na loďku a mává jim na rozloučenou. Přistane v noci ve svém pokoji, kde na něj čeká ještě horká večeře.

## Přijetí díla a interpretace
Jitka Nešporová ve své recenzi zmiňuje, že se kniha bezprostředně po vydání dočkala negativní odezvy ze strany literárních kritiků a dětských psychologů. Dnes se již ovšem využívá při terapiích dětí s poruchami chování. Maurice Sendak s touto knihou prorazil v šedesátých letech na mezinárodní úrovni. Rok po vydání za ni obdržel Caldecottovu medaili, nejvýznamnější americké ocenění za literaturu pro děti.
List Los Angeles Times uvedl, že Sendakův „nesentimentální přístup k vyprávění znamenal revoluci v žánru dětské literatury“. Toto dílo se dokonce stalo předlohou pro filmový hit Max a maxipříšerky z roku 2009. V době svého vzniku bylo poměrně kontroverzní, především kvůli údajně děsivým ilustracím.
V knize Beasts at Bedtime, kde je dílu věnována devátá kapitola, Liam Heneghan zmiňuje stručnost textu. Sendak k odvyprávění příběhu nepotřeboval více než 338 slov a co neřekl slovy, dokázal vyjádřit v ilustracích. Jeho dílo je silné také z toho důvodu, že jeho vize se zdá být specifická, ale zároveň univerzální. Maxovo bouřlivé chování připomíná naše vlastní dětství, naše vlastní tresty a drobná ponížení, která každý z nás zažíval. Sendak totiž vystihl, jaké je to být psychologicky jakýmkoli lidským dítětem. Všichni jsme byli prudcí, zkoušeli jsme hranice svých opatrovníků, byli jsme frustrovaní, a když to situace vyžadovala, stáhli jsme se do ústranní, do svých představ.